# Parasarcophaga liui
Parasarcophaga liui är en tvåvingeart som beskrevs av Ye och Zhang 1989. Parasarcophaga liui ingår i släktet Parasarcophaga och familjen köttflugor. Inga underarter finns listade i Catalogue of Life.